# Senja Pusula
Senja Pusula   (Pieksämäki, 26 de març de 1941), de casada Nuolikivi, és una esquiadora de fons finlandesa, ja retirada, que va competir durant les dècades de 1960 i 1970.
El 1964 va prendre part en els Jocs Olímpics d'Hivern d'Innsbruck, on disputà tres proves del programa d'esquí de fons. Formant equip amb Toini Pöysti i Mirja Lehtonen guanyà la medalla de bronze en la cursa dels relleus 3x5 km, mentre en els 10 quilòmetres fou sisena i en els 5 quilòmetres novena. Quatre anys més tard, als Jocs de Grenoble, disputà tres proves del programa d'esquí de fons, sent la quarta posició en els relleus 3x5 quilòmetres el millor resultat. La tercera, i darrera participació en uns Jocs fou el 1972, a Sapporo, on aconseguí la vint-i-cinquena posició en la cursa dels 5 quilòmetres.
En el seu palmarès també destaca una medalla de bronze al Campionat del Món d'esquí nòrdic de 1970. A nivell nacional guanyà cinc campionats finlandesos, en els 5 km el 1965 i 1966 i en els 10 km el 1965, 1967 i 1968.